# Garden Festival
Garden Festival međunarodni je festival elektronske glazbe koji se  održava u Tisnu na otoku Murteru u uvali Rastovac tijekom tjedan dana na početku srpnja. 
Prvotno zamišljen kao lokalni događaj, brzo je prerastao u međunarodni festival koji okuplja sudionike s različitih kontinenata. Prvi dom Garden Festivala bilo je mjesto Petrčane u blizini Zadra, gdje se održavao od 2006. sve do 2012. godine. Te godine festival se preselio na novu lokaciju u Tisno.
Šest godina u Petrčanima označilo je početak hrvatske nezavisne festivalske scene, čineći Garden Festival prvim događajem koji je napravio put ostalim festivalima u regiji.
Garden Festival traje cijeli tjedan, obično u srpnju, predstavljajući multidisciplinarni događaj koji kombinira različite elemente zabave i kulture. Osim glavnih glazbenih nastupa, festival uključuje raznolike izložbe, performanse i kulturne događaje.
Garden Tisno postao je domom brojnih drugih festivala, pa se glazbeni program u ovoj destinaciji proteže kroz cijeli srpanj.